# Sol en cinco
Sol en cinco es el quinto álbum solista de la cantautora argentina Fabiana Cantilo, producido por Pedro Aznar. 

## Características
Este álbum cuenta con invitados como Fito Páez, Gabriel Carámbula y David Lebón. Se destacan la balada «Nada es para siempre», cuya letra y música son de Páez, y la versión en español de la canción «Money Can't Buy It», del primer álbum solista de Annie Lennox, Diva, de 1992,  traducido como «Nada lo compra». El disco tuvo muy buena aceptación en el público y buenas críticas. La presentación oficial de este disco se realizó en el teatro Broadway el 14 de septiembre de 1996 a total beneficio de APAdeA (Asociación Argentina de Padres de Autistas).

## Canciones
1. Na Na Na Na (Gabriel Carambula)
2. La arena del amor (Fena Della Maggiora)
3. Tontos pies (Fabiana Cantilo (letra) / Tito Losavio (música) )
4. Guarden mi secreto (Fabiana Cantilo)
5. Bares río arriba (Adrián Ezequiel Bianchi)
6. Baby Love (Fena (letra)/Fabiana Cantilo (música))
7. Ya fue (Nos vemos luego) (Fabiana Cantilo y Fena (letra) /Fabiana Cantilo (música) )
8. Te amaré sin flores (Fito Páez (letra) / Fena (música) )
9. Querida Totó (Fabiana Cantilo)
10. Enloquecerte (Gabriel Carambula)
11. Coma (Adrián Ezequiel Bianchi)
12. Loca Tuca de Dios (Fito Páez)
13. Nada lo compra (versión en español de la cantante Annie Lennox)
14. Nada es para siempre (Fito Páez)

### Videoclips
- Ya fue
- Querida Toto
- Nada es para siempre

## Músicos
- Fabiana Cantilo: Voz.
- Pedro Aznar: Coros, guitarra eléctrica y acústica, bajo.
- Cristian Hubert: Pianos y teclados.
- Fena Della Maggiora: Guitarra rítmica.
- Fernando Marrone: Batería.
- Guillermo Arrom: Guitarra eléctrica.
- Andrés Dulcet : Bajo eléctrico.
- Celsa Mel Gowland: Asesoramiento vocal, coros.

### Músicos invitados
- Fito Páez
- David Lebón
- Gabriel Carambula
- Claudia Puyó

## Premios
- Premio ACE: Mejor cantante solista femenina de rock.

## Personal
- Producción artística y dirección general: Pedro Aznar
- Realizador ejecutivo y mánager: Fabián Couto
- Técnico de grabación y mezcla: Mariano López
- Asistentes: Pablo y Marcelo
- Masterización y corte: Bernie Grundman
- Asistente de grupo y road manager: Alberto Samper
- Personal advisor y prensa: Amelia Laferriere
- Asistente: Juan Maggi
- Vestuario: Adriana San Román